# Sceloglaux albifacies
A coruja-risonha (nome científico: Sceloglaux albifacies) é uma espécie extinta de coruja que era endêmica da Nova Zelândia.
Era abundante quando os colonizadores europeus chegaram na Nova Zelândia. Foi descrita cientificamente em 1845. Em 1914 foi considerada praticamente ou completamente extinta. A espécie era pertencente ao género monotípico Sceloglaux.